# ウェンディ、レズに嫉妬
『ウェンディ、レズに嫉妬』（原題：Tom's Rhinoplasty、直訳：トムの鼻整形術）は、はアメリカのコメディ・セントラルのテレビアニメシリーズ『サウスパーク』の第11話である。1998年2月11日に放送された。監督・脚本は共にトレイ・パーカー。
ナターシャ・ヘンストリッジがエレン先生役でゲスト出演しており、オープニングにおいて「special guest voice：the chick from Species」と紹介された。

## あらすじ
バレンタインデーが近づき、ウェンディはボーイフレンドのスタンにプレゼントをあげようと考えていた。しかし、鼻の整形手術のためにしばらく学校を休むことにしたギャリソン先生の代理としてエレンという美しい女性教師が現れ、スタンを含む男子生徒全員を虜にする。スタンに至っては名前を呼ばれた際、緊張のあまり嘔吐してしまった。美人教師の噂を聞きつけたシェフがさっそくエレン先生に手を出す中、スタンたちはこぞってバレンタインデーにエレン先生にプレゼントをあげることを画策し始め、相手にされなくなったウェンディは嫉妬に狂うのだった。
放課後、ウェンディはエレン先生に対して、スタンに近づかぬよう言った後「Don't fuck with me! Stay away from my man bitch or I'll whoop you sorry ass back to last year!（私の男にちょっかい出したら、その汚いケツに鞭くれて、穴という穴使えないようにしてやる）」と吐き捨てた。
生徒たちがギャリソン先生から何も学んでいないように感じたエレン先生は、スペルテストを行い、一番になった生徒には夕食をおごると宣言した。スタンたち4人はそれぞれ自分が一番になろうと躍起になるが、そのエレン先生に振られたばかりのシェフは、彼女がレズビアンであることを打ち明ける。しかし、4人は「レズビアン」が何を意味する言葉なのか理解できず、シェフの「エレン先生はレズビアンだからレズビアンしか好きにならないんだ」という説明を曲解、レズビアンになろうとしてカーペットを舐めるなどといった行動をとるようになった。
一方、手術が成功してデビッド・ハッセルホフ並みにかっこよくなり、女性にモテだしたギャリソン先生は女性を追求するために教師を辞職しようと考え始めていた。
ウェンディはベーベに相談し、黒い革のスーツでイメチェンをしてもう一度スタンを振り向かせようとしたが、エレン先生が同じ黒い革のスーツを着て現れたせいでスタンがそちらの方に夢中になってしまい、失敗に終わる。さらに悪いことにギャリソン先生が正式に教師を辞め、エレン先生が新しい担任になることが決定。追い打ちをかけるように、スタンがスペルテストで一番を取った上、ウェンディの祖母が亡くなるという不幸が彼女を襲った。
エレン先生との夕食の際、スタンは彼女が自分に対して恋愛感情を持っていないことを悟った。そうとは知らず、レストランの窓から様子を見ていたウェンディは悲しそうにその場を去る。
翌日、落ち込んでいるスタンをよそにウェンディはエレン先生と友達になりたいと近づく。その時、授業中であるにもかかわらず数人のイラク人男性が教室に乱入、エレン先生が殺人とスパイの容疑で告発されたイラクからの逃亡犯「マケシュ・アラク・マカラケシュ」であるとして身柄の引き渡しを要求してきた。身に覚えのない彼女は思わず追っ手が持っていたシャムシールを奪い、暴れたが、手が滑ってすっぽ抜けたシャムシールはケニーの顔面を貫き、そのまま壁に垂直に突き刺さった。
エレン先生に騙されていたと思ったスタンはウェンディに謝罪するが、キスしようとしたウェンディの口の中めがけて、いつものごとく吐瀉物を吐いてしまう。そして女性の大群に追いかけられて怖い思いをしたギャリソン先生は顔を元に戻すことを決意し、エレン先生は拘束され、そのまま太陽行きのロケットに乗せられる。
こうして全て丸く収まったかのように見えたが、カイルだけはエレン先生の不可解な退場を疑問に思っていた。ウェンディはそんなカイルを気にも留めず、イラク人男性と流暢なアラビア語で話し、なぜかUSドルを手渡す。
ロケットが太陽に突っ込んで燃え尽きるのを喜びながら見守るウェンディを見て、カイルはついに彼女のしでかしたことを悟り、咎めようとするが、ウェンディは怒りに満ちた目を輝かせながら「I told her, 'Don't fuck with Wendy Testaburger!（私、忠告したのよ。私を本気で怒らせた奴はこの町で生きていけないって）」と返す。カイルは何も言い返せず、立ち尽くすしかなかった。

## テーマ
ギャリソン先生が整形手術で美しくなり、モデルとして生計を立てようとするも、大勢の女性に追い回される恐怖を味わい、新たな外見を捨てる様子を通じて、内面の美の大切さを描いている。
また、レズビアンがどんなものであるかを理解していないにもかかわらず、エレン先生の気を引くためにレズビアンになろうと様々なことを試みるスタンたちの姿を通して、ゲイ・コミュニティに対する理解不足についても描かれている。